# Ерик Льом
Ерик Льом (фр. Erik L'Homme, *22 грудня 1967 р., Гренобль) — французький письменник Ще від років свого дитинства в Дьєлефі, виростаючи на лоні природи, він розвинув у собі велику схильність до всіляких витівок і пригод, поєднуючи її з любов'ю до читання.

## Життєпис
Здобувши диплом магістра історії в університеті Ліона, вирушає в далекі краї слідами героїв прочитаних ним книжок, мандрівників і поетів.
Мандри привели його в гори центральної Азії, де він шукав сліди первісної людини, потім вирушив на Філіппіни в пошуках легендарного скарбу. Свою першу книжку про мову та культуру одного дуже давнього народу, який живе між Пакистаном та Афганістаном, він опублікував у видавництві «Арматан».

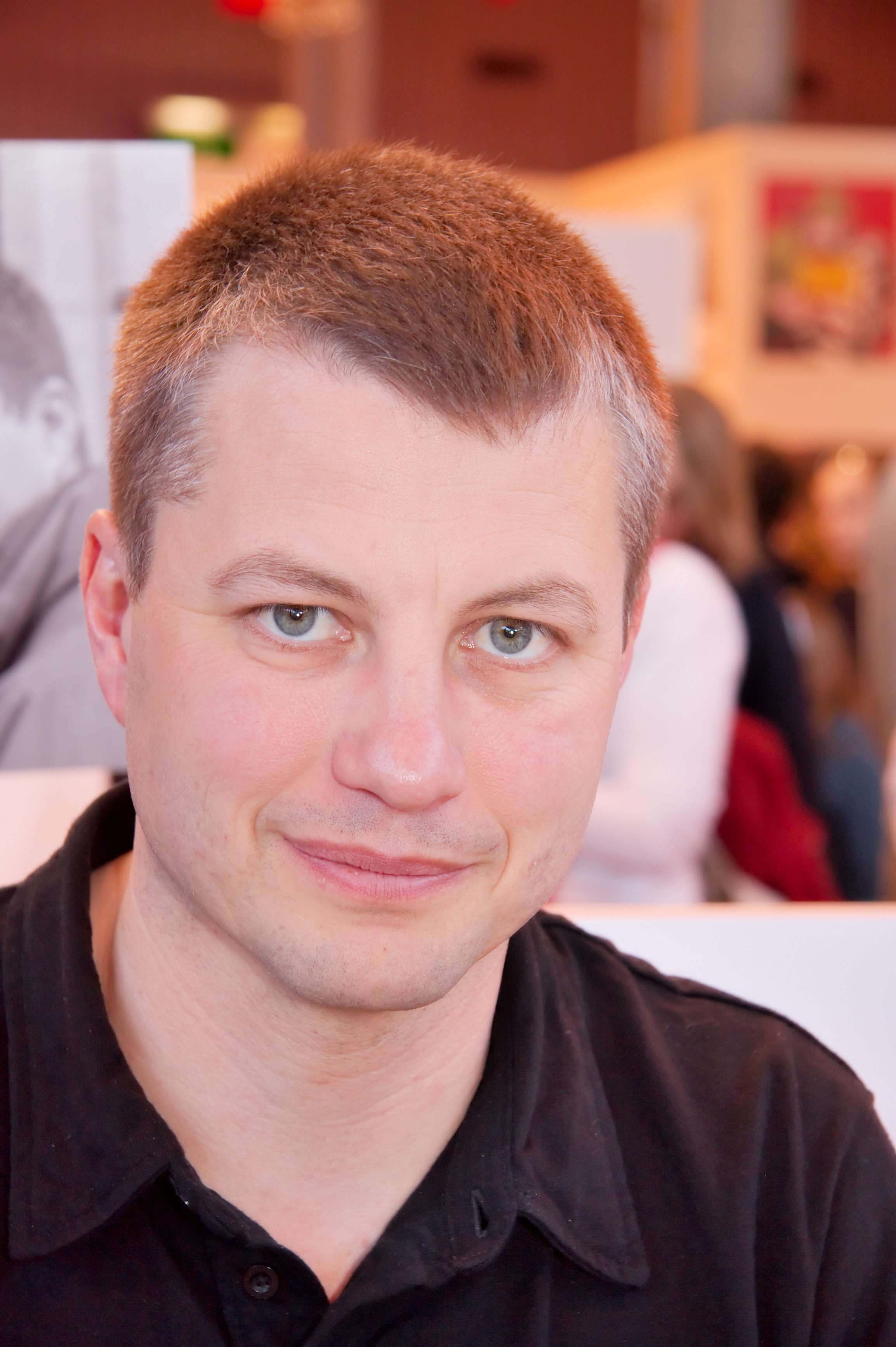

Нині, повернувшись у своїй провансальський Дром, він розподіляє свій час між журналістикою (зокрема керує виданням журналу «Молодь за природу») та тривалими прогулянками й написанням романів. «Книга зірок» — його перший роман для юнацтва. У 2001 р. Ерик Льом за роман «Кадегар чарівник» — перший том трилогії, одержав премію за дитячу книжку Міжнародного фестивалю з географії що відбувався відбувався в Діє-де-Вожі.
Трилогія «Книга зірок» вийшла тиражем 650 000 екземплярів французькою мовою та перекладена на 26 мов світу.